# Edward Snowden
Edward Joseph Snowden (sinh ngày 21 tháng 6 năm 1983) là một người tố giác người Mỹ và được nhập quốc tịch Nga đã sao chép và rò rỉ thông tin tối mật từ Cơ quan An ninh Quốc gia (NSA) vào năm 2013 khi anh là nhân viên và nhà thầu phụ của Cơ quan Tình báo Trung ương (CIA). Tiết lộ của Snowden bộc lộ nhiều chương trình giám sát toàn cầu, nhiều chương trình do NSA và Five Eyes Intelligence Alliance với sự hợp tác của các công ty viễn thông và chính phủ châu Âu, và thúc đẩy một cuộc thảo luận văn hóa về an ninh quốc gia và quyền riêng tư cá nhân.
Năm 2013, Snowden được thuê bởi một nhà thầu NSA, Booz Allen Hamilton, sau khi làm việc trước đó với Dell và CIA. Snowden nói rằng anh dần dần bị vỡ mộng với các chương trình mà anh tham gia và anh đã cố gắng nói về mối quan tâm mang tính đạo đức của mình thông qua các kênh nội bộ nhưng đã bị bỏ qua. Vào ngày 20 tháng 5 năm 2013, Snowden đã bay tới Hồng Kông sau khi rời công việc tại một cơ sở của NSA ở Hawaii, và vào đầu tháng 6, anh đã tiết lộ hàng ngàn tài liệu NSA được phân loại cho các nhà báo Glenn Greenwald, Laura Poitras và Ewen MacAskill. Snowden thu hút sự chú ý của quốc tế sau khi những câu chuyện dựa trên tài liệu xuất hiện trên tờ The Guardian và The Washington Post. Tiết lộ sau đó được xuất bản trên các ấn phẩm khác bao gồm Der Spiegel và New York Times.
Vào sinh nhật lần thứ 30 của Snowden, ngày 21 tháng 6 năm 2013, Bộ Tư pháp Hoa Kỳ đã công bố các cáo buộc chống lại Snowden về hai tội vi phạm Đạo luật gián điệp năm 1917 và trộm cắp tài sản của chính phủ, sau đó Bộ Ngoại giao đã thu hồi hộ chiếu của anh. Hai ngày sau, anh bay tới Moscow tại Sân bay Sheremetyevo, nơi nhà chức trách Nga lưu ý rằng hộ chiếu Mỹ của anh đã bị hủy bỏ, và anh đã phải ở lại ở nhà ga sân bay trong hơn một tháng. Nga sau đó đã cấp cho Snowden quyền tị nạn với thị thực cư trú ban đầu trong một năm và các lần gia hạn lặp lại đã cho phép anh ở lại Nga ít nhất cho đến năm 2020. Đầu năm 2016, anh trở thành chủ tịch của Freedom of the Press Foundation, một tổ chức có trụ sở tại San Francisco, nói rằng mục đích của nó là bảo vệ các nhà báo khỏi bị hack và giám sát của chính phủ. Tính đến năm 2017, anh đã kết hôn và đang sống ở Moscow.
Vào ngày 17 tháng 9 năm 2019, cuốn hồi ký Permanent Record của anh đã được xuất bản. Vào ngày đầu tiên xuất bản của cuốn sách, Bộ Tư pháp Hoa Kỳ đã đệ đơn kiện dân sự chống lại Snowden về việc xuất bản hồi ký của anh, với cáo buộc Snowden đã vi phạm các thỏa thuận không tiết lộ đã ký với chính phủ liên bang Hoa Kỳ. Cựu phóng viên an ninh quốc gia The Guardian Ewen MacAskill gọi vụ kiện dân sự là "sai lầm lớn", lưu ý rằng "lệnh cấm sách Spycatcher của Anh 30 năm trước đã tạo ra nhu cầu rất lớn". Cuốn hồi ký được liệt kê là số 1 trong danh sách tác phẩm bán chạy nhất của Amazon cùng ngày. Trong một cuộc phỏng vấn với Amy Goodman trên Democracy Now! vào ngày 26 tháng 9 năm 2019, Snowden làm rõ rằng anh ta coi mình là "người thổi còi" (whistler) trái ngược với "người tiết lộ" (leaker) khi anh ta coi "một leaker chỉ phân phối thông tin vì lợi ích cá nhân".

## Tiểu sử
Snowden sinh ra tại thành phố Elizabeth nhưng lớn lên ở Wilmington, Bắc Carolina. Cha là Lonnie Snowden, một cư dân bang Pennsylvania, làm sĩ quan của Hải quân Hoa Kỳ. Mẹ là cư dân bang Baltimore, Maryland, thư ký tòa tại tòa án liên bang khu vực Maryland.
Năm 1999, Snowden cùng gia đình chuyển đến thành phố Ellicott, Maryland và học tại Trường Đại học Cộng đồng Anne Arundel (Arnold, Maryland) để đủ điều kiện đạt được bằng cấp của một trường Trung học nhưng Anh đã không hoàn thành. Cha anh giải thích: Con trai ông đã phải nghỉ học nhiều tháng vì ốm và sau khi quay lại, Snowden đã chọn và thi đỗ chứng chỉ GED (General Educational Development - Chứng chỉ hoàn tất Trung học) tại một trường Đại học Cộng đồng địa phương.
Năm 2001, Snowden làm việc trực tuyến để đạt được Văn bằng Cao Học của Đại học Liverpool. Khi làm việc cho căn cứ quân sự Mỹ tại Nhật Bản, Snowden thực sự thích thú văn hóa nơi đây và đã đi học tiếng Nhật, sau đó làm việc cho một công ty hoạt hình (anime) Nhật Bản có văn phòng tại Mỹ. Anh cũng biết một chút tiếng Trung phổ thông và say mê võ thuật. Đạo Phật được Snowden chọn làm tôn giáo của mình.
Ngày 07/05/2004, Snowden gia nhập quân đội Hoa Kỳ với tư cách là một thành viên của Lực lượng tân binh đặc biệt nhưng anh đã không hoàn thành nhiệm vụ. Snowden nói anh từng muốn tham gia trận chiến ở Iraq vì cảm thấy đó là "bổn phận của con người là phải trả lại tự do cho những ai còn bị áp bức". Nhưng Snowden đã giải ngũ sau 4 tháng, vào 28/09 vì gặp tai nạn gãy 2 chân trong khi tập luyện.
Snowden đầu tiên làm việc với phóng viên Glenn Greenwald của tờ báo Luân Đôn The Guardian, tờ báo cũng đã đăng một loạt bài phơi bày sự thật dựa trên những tiết lộ của Snowden vào tháng 6 năm 2013, anh tiết lộ những thông tin về nhiều chương trình theo dõi mật, bao gồm chương trình siêu dữ liệu nghe lén điện thoại của Mỹ và châu Âu, PRISM (một chương trình theo dõi khác) và chương trình theo dõi Internet Tempora. Snowden nói những tiết lộ này là một nỗ lực nhằm "thông báo cho người dân biết rằng những gì đã được thực hiện trên chính cái tên của họ và những gì đã được thực hiện để chống lại họ."
Vào ngày 14 tháng 6 năm 2013, các công tố viên liên bang của Mỹ đã đệ một đơn kiện được công bố vào ngày 21 tháng 6 buộc tội Snowden trộm cắp tài sản chính phủ, truyền tin trái phép về thông tin quốc phòng, và cố ý tiết lộ tin tình báo mật cho một người không có quyền hạn; hai cáo buộc cuối cùng tuân theo Đạo luật Tình báo.
Những tiết lộ của Snowden được đánh giá là một trong những lỗ hổng nghiêm trọng nhất trong lịch sử của NSA. Matthew M. Aid, một sử gia về tình báo ở Washington cho rằng những tiết lộ của Snowden đã "xác nhận mối ngờ vực bấy lâu nay rằng sự theo dõi của NSA trên đất nước này thâm nhập xa hơn những gì chúng ta biết."

## Cuộc sống riêng tư
Trước khi bay tới Nga tháng 5 năm 2013, Snowden có bạn gái là Lindsay Mills, một nghệ sĩ trình diễn múa 28 tuổi mà anh đã lên kế hoạch kết hôn. Hai người đã có một thời gian dài gắn bó bên nhau và cùng nhau đi du lịch thế giới trong suốt 4 năm trước, nhưng khi Snowden trốn sang Hồng Kông để tiết lộ về chương trình giám sát được cho là bí mật hàng đầu của chính phủ Hoa Kỳ thì mọi kế hoạch đã bị gián đoạn.
Vào tháng 7 năm 2014, Lindsay Mills từ Hawaii đã chuyển đến sống cùng Snowden trong căn hộ của anh ở Moscow. Sau này Lindsay Mills cũng được nhận quốc tịch Nga. Vào ngày 13 tháng 9 năm 2019, trong một cuộc phỏng vấn với The Guardian, anh ấy nói rằng vào năm 2017 anh ấy đã lặng lẽ tiến hành hôn lễ với Lindsay tại một trong những văn phòng đăng ký của Nga. Snowden và Lindsay có đứa con đầu lòng tại bệnh viện phụ sản Moscow, và vào năm 2022, cặp đôi trở chào đón đứa con thứ hai.

## Tị nạn tại Nga
Vào ngày 1 tháng 8 năm 2013, Snowden rời khỏi phi trường lúc nhận được quyền tị nạn tạm thời tại đây một năm, sau khi phải ở một tháng trong khu vực chuyển tiếp. Luật sư của Snowden, ông Anatoly Kucherena, cho biết, quyền tị nạn này có thể được gia hạn mỗi năm một lần.
Tháng 9 năm 2022, tổng thống Nga Vladimir Putin trao cho Snowden quốc tịch Nga.

## Nhận xét
- Giáo sư xã hội học người Thụy Điển, ông Stephen Svallfors thuộc Đại học Umea, Thụy Điển, người mà có đủ thẩm quyền để đề cử, vừa đề nghị Ủy ban Nobel trao giải Nobel Hòa bình cho Edward Snowden. Ông cho rằng "nhờ những nỗ lực đầy can đảm của Snowden, người chấp nhận sự thiệt thòi của bản thân, mà hoạt động theo dõi thông tin điện tử quy mô do chính phủ Mỹ thực hiện đã bị đưa ra ánh sáng. Edward Snowden làm cho thế giới trở nên tốt hơn và an toàn hơn một chút".

Ông cũng chỉ ra rằng nỗ lực của Snowden, đã chứng tỏ rằng các công dân có khả năng phát biểu và "đứng lên ủng hộ các quyền cơ bản và tự do".

## Phim ảnh
Cuộc đời của Edward Snowden đã trở thành cảm hứng cho điện ảnh Hollywood. Đã nhiều phim tài liệu được sản xuất về anh. Năm 2016, bộ phim Snowden được công chiếu, phim kể về cuộc đời của Snowden, từ lúc gia nhập quân đội, đến khi làm việc cho CIA, NSA, việc tiết lộ chương trình do thám đầy tranh cãi của NSA và CIA, và cuộc đào thoát khỏi nước Mỹ cũng như những cáo buộc của chính phủ Mỹ về Snowden với các tội danh gián điệp và phản quốc.